# Regeringen Kaja Kallas I
Regeringen Kaja Kallas I var Estlands regering från tillträdet 26 januari 2021 till regeringsombildningen 18 juli 2022. Den leddes av premiärminister Kaja Kallas, ledare för det liberala Estniska reformpartiet, och bestod vid tillträdandet av en mittenkoalition med åtta ministrar från Reformpartiet inklusive premiärministern, fem ministrar från Estniska centerpartiet och ytterligare två partilösa ministrar, men som nominerats av Centerpartiet. Regeringen Kallas efterträdde den andra regeringen Ratas.
Den 3 juni 2022 meddelade premiärminister Kaja Kallas att hon avslutar regeringssamarbetet med Centerpartiet, vars statsråd entledigades av presidenten samma dag på premiärministerns begäran. Kallas uppgav att hon inte längre upplevde att samarbetet mellan regeringspartierna var tillfredsställande. Med hänvisning till det försämrade säkerhetsläget i Europa, efter Rysslands invasion av Ukraina 2022, menade Kallas att hon ville sondera förutsättningarna för att leda en ny regering, då hon menade att det fanns många interna skillnader i regeringen kring hur situationen skulle hanteras. Att Centern tillsammans med Ekre fällt regeringens förslag kring en lagstiftning om obligatorisk förskoleundervisning på estniska uppges också varit en viktig anledning till regeringssamarbetet sprack. Därefter påbörjade Kallas nya regeringsförhandligar med Isamaa och Socialdemokraterna.

## Ministrar och ansvarsområden
Följande ministrar ingick i regeringen:
| Ansvarsområde                       | Namn                   | Parti         | Tillträdde       | Avgick           |
| ----------------------------------- | ---------------------- | ------------- | ---------------- | ---------------- |
| Premiärminister                     | Kaja Kallas            | Reformpartiet | 26 januari 2021  | 18 juli 2022     |
| Justitieminister                    | Maris Lauri            | Reformpartiet | 26 januari 2021  | 18 juli 2022     |
| Utbildnings- och forskningsminister | Liina Kersna           | Reformpartiet | 26 januari 2021  | 18 juli 2022     |
| Entreprenörskaps- och IT-minister   | Andres Sutt            | Reformpartiet | 26 januari 2021  | 18 juli 2022     |
| Landsbygdsminister                  | Urmas Kruuse           | Reformpartiet | 26 januari 2021  | 18 juli 2022     |
| Finansminister                      | Keit Pentus-Rosimannus | Reformpartiet | 26 januari 2021  | 18 juli 2022     |
| Försvarsminister                    | Kalle Laanet           | Reformpartiet | 26 januari 2021  | 18 juli 2022     |
| Socialförsäkringsminister           | Signe Riisalo          | Reformpartiet | 26 januari 2021  | 18 juli 2022     |
| Hälso- och arbetsmarknadsminister   | Tanel Kiik             | Centerpartiet | 26 januari 2021  | 3 juni 2022      |
| Ekonomi- och infrastrukturminister  | Taavi Aas              | Centerpartiet | 29 april 2019    | 3 juni 2022      |
| Inrikesminister                     | Kristian Jaani         | partilös      | 26 januari 2021  | 3 juni 2022      |
| Utrikesminister                     | Eva-Maria Liimets      | partilös      | 26 januari 2021  | 3 juni 2022      |
| Kulturminister                      | Anneli Ott             | Centerpartiet | 26 januari 2021  | 3 november 2021  |
| Kulturminister                      | Tilt Terik             | Centerpartiet | 8 november 2021  | 3 juni 2022      |
| Miljöminister                       | Tõnis Mölder           | Centerpartiet | 26 januari 2021  | 18 november 2021 |
| Miljöminister                       | Erik Savisaar          | Centerpartiet | 18 november 2021 | 3 juni 2022      |
| Förvaltningsminister                | Jaak Aab               | Centerpartiet | 26 januari 2021  | 3 juni 2022      |